# Зманово (Большесельский район)
Зманово — деревня в Вареговском сельском поселении Большесельского района Ярославской области.

## Население
По данным статистического сборника «Сельские населенные пункты Ярославской области на 1 января 2007 года», в деревне Зманово не числится постоянных жителей. По топокарте 1975 года в деревне проживало 4 человека.

## География
Деревня находится на восток от районного центра Большое Село, к югу от Варегова болота, вблизи границы Большесельского района с Тутаевским и Ярославским районами. Она стоит примерно на удалении 700 м к югу от автомобильной дороги из Ярославля на Большое Село. На расстоянии около 1,5 км к северо-западу от Зманово на указанной дороге стоит деревня Глебово. Деревня стоит на окружённом лесами поле, на котором расположены ещё три деревни к северо-востоку Рублево, к юго-востоку Бурдуково и к югу Ваньково.

## История
Деревня Зманова указана на плане Генерального межевания Борисоглебского уезда 1792 года. В 1825 году Борисоглебский уезд был объединён с Романовским уездом. По сведениям 1859 года деревня относилась к Романово-Борисоглебскому уезду.